# James Spader
James Todd Spader (* 7. února 1960 Boston, Massachusetts) je americký herec.

## Život
Pochází z učitelské rodiny; učiteli byli oba jeho rodiče a i jeho dvě starší sestry. Nejprve navštěvoval Akademii Phillipse Andovera a poté studoval herectví v newyorském Studiu Michaela Chekhova. Herecké zkušenosti získával na různých mimobroadwayských scénách a současně pracoval jako nakladač na nádraží, řidič na jatkách nebo se staral o koně v jezdecké škole.
Před kamerou se poprvé objevil v roce 1978 v komedii Team-Mates, o tři roky později se představil jako bratr hlavní hrdinky (Brooke Shields) v milostném dramatu Endless Love. Pro svou tvář jemných rysů a pohrdlivého výrazu byl zpočátku obsazován do rolí dobře situovaných snobských mladíků, úlisných intrikánů a bezohledných kariéristů (Kráska v růžovém, Figurína, Feťáci, Wall Street). Po několika menších úlohách na sebe upozornil dvojrolí dvojčat Johna a Ricka Wesfordových v thrilleru Jack Rozparovač se vrací.
Mezinárodní popularitu a cenu na festivalu v Cannes 1989 mu přinesla postava podivínského filmaře Grahama Daltona, který v komorní psychologické studii Sex, lži a video odhaluje pomocí svých videozpovědí problémy, jimiž trpí citově frustrovaní mladí lidé. Výstižný portrét arogantního a úspěšného příslušníka vyšší společenské vrstvy vykreslil Spader v melodramatu Bílý palác v úloze ovdovělého právníka Maxe Barona, který naváže milostný poměr s přitažlivou starší prodavačkou hamburgerů (Susan Sarandon).
V roce 1994 se představil jako mladý egyptolog Daniel Jackson, účastnící se vojenské expedice na neznámou planetu, ve sci-fi snímku Hvězdná brána.
Od roku 2004 se věnuje převážně práci v televizi, za svůj výkon v seriálech Advokáti a Kauzy z Bostonu obdržel tři ceny Emmy. Od roku 2013 působí v seriálu Černá listina.
Roku 2015 ztvárnil Ultrona ve sci-fi filmu Avengers: Age of Ultron.

## Filmografie (výběr)

### Film
- 1985 – Lunapark smrti
- 1987 – Baby Boom
- 1987 – Wall Street
- 1989 – Sex, lži a video
- 1990 – Špatný vliv
- 1990 – Bílý palác
- 1991 – Za každou cenu
- 1992 – Storyville
- 1992 – Bob Roberts
- 1993 – Ideální milenka
- 1994 – Vlk
- 1994 – Hvězdná brána
- 1996 – Crash
- 1996 – Drsný a drsnější
- 1997 – Falešné svědectví
- 1999 – Láska až za hrob
- 2000 – Supernova
- 2000 – Sleduje tě vrah!
- 2001 – Sex instruktor
- 2002 – Sekretářka
- 2003 – Toxin
- 2003 – Lovec vetřelců
- 2003 – Akta Pentagon
- 2004 – Stíny strachu
- 2009 – Prckové
- 2012 – Lincoln
- 2014 – The Homesman
- 2015 – Avengers: Age of Ultron

### Televize
- 2003–2004 – Advokáti (22 epizod, 2004 – cena Emmy pro nejlepšího herce v hlavní roli v dramatickém seriálu)
- 2004–2008 – Kauzy z Bostonu (101 epizod, 2005 a 2007 – cena Emmy pro nejlepšího herce v hlavní roli v dramatickém seriálu)
- 2011–2012 – Kancl (19 epizod)
- 2013–2023 – Černá listina